# ریستو راسا
ریستو راساً (انگلیسی: Risto Rasa؛ زادهٔ ۲۹ آوریل ۱۹۵۴) نویسنده، کتابدار، و شاعر اهل فنلاند است.
وی همچنین برندهٔ جوایزی همچون جایزه اینو لینو شده‌است.